# Carnaross
Carnaross (irl. Carn na Ros) – wieś w hrabstwie Meath w Irlandii położona przy drodze krajowej N3.